# Dubaji nemzetközi repülőtér
A Dubaji nemzetközi repülőtér (IATA: DXB, ICAO: OMDB) Dubajt, az Egyesült Arab Emírségek legnagyobb városát kiszolgáló repülőtere, míg a világ ötödik legnagyobb utasforgalmú repülőtere, hatodik legforgalmasabb cargo repülőtér.
2017-ben a DXB 88 millió utast és 2,65 millió tonna rakományt szolgált ki és 409 493 repülőgép-mozgást regisztrált.  
Éves utasforgalma 66 069 981 fő (2022).
A repülőtér csomópontja Dubaj nemzetközi légitársaságának, az Emirates Airlines-nak, a Flydubainak és a FedEx-nek.

## Elhelyezkedése
A Dubai nemzetközi repülőtér az Al Garhoud kerületben található, Dubajtól 2,5 tengeri mérföldre (4,6 km; 2,9 mérföld) keletre , és 7200 hektár (2900 ha) földterületen terül el.  3. terminál a második legnagyobb épület a világon alapterületét tekintve és a legnagyobb repülőtéri terminál a világon.

## Gazdasági kapcsolat
A Dubai International jelentősen hozzájárul a dubaji gazdasághoz, mivel hozzávetőlegesen 90 000 embert foglalkoztat, közvetve több mint 400 000 munkahelyet támogat, és több mint 26,7 milliárd dollár hozzájárul a gazdasághoz, ami Dubaj GDP jének körülbelül 27%-át és a dubaji foglalkoztatás 21%-át teszi ki.  Az előrejelzések szerint 2020-ig Dubai légiközlekedési ágazatának gazdasági hozzájárulása a város GDP-jének 37,5% -ára emelkedik, 2030-ra pedig az előrejelzések szerint a repülés gazdasági hatása 88,1 milliárd dollárra nő, és 1,95 millió munkahelyet támogat Dubajban vagy A GDP 44,7% -a és a teljes foglalkoztatás 35,1% -a.

## Történelem
A dubaji polgári repülés története 1937 júliusában kezdődött, amikor légi megállapodást írtak alá az Imperial Airways  repülő csónakbázisáról, a bázis bérleti díja havonta körülbelül 440 rúpia volt – ez magában foglalta az őrök bérét is. Az Empire Flying Boats szintén hetente egyszer keletre Karachiba és nyugatra az angliai Southamptonba repülve. 1938. februárjára hetente négy repülő hajó volt a bázison.
Az 1940-es években Dubajból a British Overseas Airways Corporation (BOAC) által üzemeltetett repülők repültek, amelyek a "Patkó" útvonalat indították Dél-Afrikától a Perzsa-öbölön át Sydneyig.
A repülőtér építését Dubai uralkodója, Rashid bin Saeed Al Maktoum sejk rendelte el 1959-ben. Hivatalosan 1960-ban nyitotta meg első repülőterét, ekkor képes volt Douglas DC-3 méretű repülőgépek kezelésére. Egy kifutópályája volt, amely 1800 méter hosszú kifutópálya, tömörített homokból.
1963 májusában megkezdődött egy 9200 láb (2800 m) aszfaltos kifutópálya építése. Ez az új kifutópálya az eredeti, 1965 májusában megnyílt homokfutópálya és gurulóút mellett számos új bővítéssel egészült ki. Ekkor épület terminál épület, hangárok. Továbbá repülőtéri és navigációs segédeszközöket telepítettek. A világítási rendszer telepítése a hivatalos megnyitót követően folytatódott, és az év augusztusában fejeződött be. Az 1960-as évek második felében számos eszközt korszerűsítettek, például VHF körsugárzó távolságot (VOR) és műszeres leszálló rendszert (ILS) építettek, valamint új épületeket építettek. 1969-re a repülőteret 9 légitársaság szolgáltatta, mintegy 20 célállomást kiszolgálva.
A fejlesztések avatását 1966. május 15-én tartották, amelyet a Middle East Airlines és a Kuwait Airways Comets első nagy sugárhajtóműveinek látogatása jellemzett.
A szélestörzsű repülőgépek megjelenése az 1970-es években további repülőtér-fejlesztést igényelt, amelyet a dubaji uralkodó már előre látott, és elkészültek egy új terminál, kifutópálya és gurulóutak tervei, amelyek képesek megbirkózni a nemzetközi járatokkal. Egy új terminálépület építése, amely 110 m (360 láb) hosszú háromszintes épületből állt, amely 13 400 m 2 (144 000 négyzetméter) alapterületű . Új 28 méter magas irányítótornyot is építettek.
Az 1970-es évek elején folytatódott a bővítés, ideértve az ILS II. kategóriájú berendezések telepítését, a meglévő kifutópálya meghosszabbítását 3800 m-re (12.500 láb), egy irányított jeladó (NDB), dízelgenerátorok, gurulóutak  fejlesztését is. Ez a fejlesztés már a Boeing 747 és a Concorde kiszolgálását is lehetővé tette. [26]
1971-ben beüzemelték az új precíziós  megközelítési és kifutópálya-világítási rendszert. A reptéri tűzoltóállomás építése és a generátorok telepítése az év decemberében befejeződött.
A fejlesztés következő szakasza a második kifutópálya volt, amelyet három hónappal az ütemterv előtt fejeztek be és 1984 áprilisában nyitottak meg. Ez a kifutópálya a meglévő kifutópályától északra 360 m-re (1180 láb) található, azzal párhuzamosan és a legújabb meteorológiai, repülőtéri világítás és műszeres leszállási rendszerek, hogy a repülőtér II. kategóriás legyen.
Ezenkívül a terminál épületeken és a repülést támogató rendszereknek számos bővítését és korszerűsítését hajtották végre. 1980. december 23-án a repülőtér a Nemzetközi Repülőterek Tanácsa (ACI) rendes tagjává vált
Az 1980-as évek során Dubai kedvelt célállomás volt az olyan légitársaságok számára, mint például az Air India, a Cathay Pacific , a Singapore Airlines, a Malaysia Airlines és mások, akik Ázsia és Európa között utaztak, és amelyeknek a Perzsa-öbölben tankolásra volt szükségük.

## Gigantikus terjeszkedés
A 2-es terminál 1998-as megnyitása, az 1997-ben indított új fejlesztési főterv első szakaszának első lépését jelentette. Második szakaszként a "Concourse 1" 2000 áprilisában nyílt meg Sheikh Rashid Terminal néven. Az épület 0,8 km (0,50 MI) hosszúságú, és egy  0,3 km (0,19 km) tartalmazó mozgójárdák (szállítószalag / mozgójárdák) is helyt kapott az épületben, az érkezési területen. Az épület további részei: egy szálloda, üzleti központ, egészségklub, pénzváltó, étkezési és szórakoztató létesítmények, internet-szolgáltatások, orvosi központ, postahivatal és imaház.
A következő lépés a kifutópályák átalakítása volt,  új gurulóutak épültek és a meglévő kifutókat megerősítették. Ezen kívül a "Dubai Virágközpont" 2005-ben nyílt meg a repülőtéren. A repülőtér látta ennek szükségességét, mivel a város a virágok behozatalának és kivitelének központja, a repülőtér pedig speciális létesítményt igényelt, mivel a virágoknak különleges feltételekre van szükségük.
A 3. terminál építése 2004-ben kezdődött, a fejlesztés 2. szakaszának következő szakaszaként, becsült költsége körülbelül 4,55 milliárd dollár volt. A befejezést eredetileg 2006-ra tervezték, de két évvel késett.
2008. május 30-án tartották meg a 3. terminál nyitóünnepségét. A terminál a működését 2008. október 14-én kezdte meg, az Emirates Airline (EK2926) járatával, ami Jedda érkezett. Az első induló járat a EK843 számú volt Dohába. A terminál évente 47 millióval növelte a repülőtér maximális utaskapacitását, így az éves teljes kapacitás akár 75 millió utast is elérhet.
2010. október 29-én a repülőtér ünnepelte 50. évfordulóját. A repülőtér több mint 402 millió utast látott, éves átlagos növekedési üteme 15,5%, és 3,87 millió repülőgépet üzemeltetett, átlagos éves növekedési üteme 12,4% volt.
Az Airbus A380 megérkezésével a repülőtér 230 millió dollárba kerülő módosításokat hajtott végre. Ide tartozott a nagy repülőgépek kezelésére alkalmas 29 kapu építése, amelyek közül öt a 3. terminálban, kettő az 1. terminálban található. A repülőtér fontosabb projektjei közé tartozik a 2. fázis fejlesztésének következő szakasza, amely magában foglalja a "Concourse 3" építését. Ez a "Concourse 2" kisebb verziója lesz, amely a 3-as terminálhoz csatlakozik.
Szintén a bővítés részeként a repülőtér immár évente legalább 75 millió (19 millió növekedés) utast képes kezelni a 3-as terminál részét képező új "Concourse 3" megnyitásával. A közelmúltbeli kommunikáció azonban további növekedést jósol 80 millió utasnak a meglévő kapacitások további átértékelésével. 2009-ben a 2-es terminál kibővítette létesítményeit, hogy évente 5 millió (növekedés 2 millió fő) utasokat tudjon kezelni, a repülőtér teljes kapacitását 62 millió utasra emelve. A Polgári Repülési Minisztérium közölte, hogy a 2-es terminált folyamatosan korszerűsítik és bővítik, hogy a repülőtér teljes kapacitása 2012-re a kezdeti 75 millió utastól 80 millió utasig terjedjen.
Jelentős fejlemény a Cargo Mega Terminal, amely évi 3 millió tonna rakomány kezelésére képes.  A 2. terminált teljesen átalakították, hogy megfeleljen az elvárásoknak és a 3. terminál arculatának. Miután ezek a projektek 2013-ra befejeződtek, a repülőtér arra számít, hogy legalább 75–80 millió utast és több mint 5 millió tonna rakományt képes kezelni.
A repülőtér földszinti létesítményeit úgy módosították, hogy lehetővé tegyék két állomás építését a Dubai vörös metróhoz . Az egyik állomást az 1-es, a másikat a 3-as terminálon építették. A vonal 2009. szeptember 9-én kezdte meg szolgálatát, és szakaszosan nyílt meg a következő évben.
A DXB terjeszkedési tervének 2. fázisa elkészültével a repülőtér három terminállal és három előcsarnokkal, két rakomány-megaterminállal, egy repülőtér szabad zónájával, egy expóközponttal rendelkezik, amelyen három nagy kiállítási csarnok, egy nagy repülőgép-karbantartó központ és egy virágközpont található. romlandó áruk kezelésére] A fő tervben szereplő 3. szakasz magában foglalta egy új "Concourse építését 4".
A repülőtér 2011 májusában hozta nyilvánosságra jövőbeli terveit, amelyek egy új "D Concourse" építését foglalják magukban az összes olyan légitársaság számára, amely jelenleg a "C concourse"-ból indul. A "D Concourse" várhatóan a repülőtér teljes kapacitását meghaladja a 90 millió utast, és 2016. kívánták megnyitni.
2012 szeptemberében a Dubai Airports megváltoztatta a terminálok nevét, hogy az utasok könnyebben tudják eligazodni a repülőtéren. Az "Concourse 1" – ahol több mint 100 nemzetközi légitársaság üzemel – "Concourse C" lett. A "Concourse 2" "Concourse B" és a "Concourse 3" "Concourse A" lett..

## Épületek, kifutópályák
Torony: 87 méter magas torony a 3. terminálnál található
Futópályák: 12R/30L – 4,000 m × 60 m (13,120 ft × 200 ft), 12L/30R – 4,000 m × 60 m (13,120 ft × 200 ft)

## Fejlesztések
2019 júliusában a dubai nemzetközi repülőtér a régió napirendjein a legnagyobb napenergia-rendszert telepítette, Dubai azon céljának részeként, hogy 2030-ig csökkentsék a városi energiafogyasztás 30 százalékát.

## Forgalom
Az utasforgalom az elmúlt években az alábbi módon változott:
| Utasok száma | 2 787 822 | 3 847 513 | 5 016 712 | 6 299 179 | 10 754 824 | 21 711 883 | 40 901 752 | 66 496 469 | 89 149 387 | 86 994 365 |
|              | 1980      | 1985      | 1990      | 1994      | 1999       | 2004       | 2009       | 2013       | 2018       | 2023       |

## Balesetek
- 1972. március 14: Sterling Airways 296[8] járatát a megközelítés során érte baleset, 112 fő hunyt el.
- 1973. július 14.: Japan Air Lines 404[9] járatát terroristák támadták meg.
- 1974. november 22.: British Airways  870 járatát (Dubai – London Heathrow) terroristák támadták meg és Tripoliba irányították a gépet, de előtte Tuniszban leszálltak tankolni.
- 1999-ben az Indian Airlines 814 [10]-es járatát az indiai légtér felett eltérítették, megpróbáltak leszállni Dubajban, miután megakadályozták ezt a leszállást megpróbálták a szomszédos Ománban  A gép később egy Egyesült Arab Emírségek katonai támaszpontján landolt.
- 2007. március 12.: A Bangladesh Airlines BG006 járatot (Airbus 310-300) felszállás közben érte a baleset. A gyorsulás során a fő futóműve becsuklott. A járaton 236 utas és a személyzet volt. 14 ember sérült meg.
- 2010. szeptember 3.: UPS6-os[11] járata (Boeing 747-44AF N571UP típusú repülőgép) röviddel a felszállás után lezuhant. A személyzet valamennyi tagja elhunyt. Az N571UP  lajstromjelű gép a németországi kölni bonni repülőtérre tartott.
- 2016. augusztus 3.: Az Emirates 521-es járata[12] (Trivandrum-Dubai) a földet éréskor balesetet szenvedett. Mind a 300 utast és a személyzetet evakuálták. Egy tűzoltó hunyt el a mentés során.